# Музыкантов, Владимир Иванович
 Владимир Иванович Музыкантов — советский военный деятель, гвардии генерал-майор, начальник Омского высшего общевойскового командного училища.

## Биография

### Начальная биография
Родился в 1921 году в селе «рудник Берлин» Ворошиловского района Ворошиловградской области в семье рабочих угольной промышленности.
В 1937 году окончил Краснодонскую среднюю школу.
В 1939 году призван на воинскую службу в ряды РККА.  Служил в 37 отдельной автотранспортная бригаде, расположенной в Бобруйске.
В 1940-1942 годах курсант Борисовского военного автомобильного училища, впоследствии переименованного в 1-е Горьковское мотоциклетное училище.

### В Великую Отечественную войну
В 1942-1943 годах — Командир мотоциклетной роты 58 отдельного мотоциклетного батальона.
В 1944-1943 годах — старший адъютант батальона 8-го отдельного гвардейского мотоциклетного батальона 8 гвардейского механизированного корпуса.  Далее, до июня 1944 года, на должности командира роты и командир батальона.
В конце войны, после госпиталя, зачислен слушателем Высшей школы самоходной артиллерии (г. Ленинград).

### В послевоенные годы
В 1946-1953 годах — командир 148 отдельного мотоциклетного батальона 36 гвардейской  механизированной дивизии.
В 1953-1958 годах —  слушатель Военной академии им. Фрунзе.
В 1958 году —   Командир 113 гвардейского мотострелкового полка 36 гвардейской  механизированной дивизии.
В 1953-1958 годах — на должности заместителя командира, начальника штаба 85-й  мотострелковой дивизии.
С 1961 по 1965 год на должности начальника  Омского высшего общевойскового командного училища им. Фрунзе.
В 1965 году назначен на должность командира 78 учебной мотострелковой дивизии.
В период 1969-1970  годов - Главный военный советник в народной республике Южного Йемена.
Окончание военной карьеры у Владимира Ивановича Музыкантова в должностях заместителя командира 32 армейского корпуса (1971 г) и помощника командующего войсками Киевского военного округа  по ВУЗ и вневойсковой подготовке (1973 г)
В 1974 году уволен в отставку.

## Воинские звания
- Лейтенант (1942 г.)
- Старший лейтенант(1943 г.)
- Капитан (1943 г.)
- Майор (1944 г.)
- Подполковник (1949 г.)
- Полковник (1954 г.)
- Генерал-майор (1964 г.)

## Награды
- Орден Красного Знамени,  (1944)
- Два Ордена Отечественной войны I и II степени
- Два ОрденаКрасной Звезды; (1943)
- Медаль «За боевые заслуги» (1942)
- Медаль «За победу над Германией в Великой Отечественной войне 1941—1945 гг.» (1945);[3]